# Eleições presidenciais no Turcomenistão em 2017
Eleições presidenciais foram realizadas no Turcomenistão em 12 de fevereiro de 2017. Foram as primeiras eleições desde a introdução de um sistema multipartidário nominal. No entanto, o resultado refletiu, segundo grande parte da opinião internacional, a falta de mudança de regime. A eleição foi contestada por nove candidatos, mas não foi considerada uma eleição livre e justa. O presidente Gurbanguly Berdimuhammedow foi reeleito com 97,69% dos votos. Apesar do fato de a candidatura de Berdimuhammedow ter sido apoiada pelo Partido Democrático do Turcomenistão, o presidente em exercício renunciou a sua filiação naquele partido em 2013 e se declarou candidato independente, com a intenção de refletir neutralidade. 

## Resultados
| Candidato                            | Partido                               | Votos     | %     |
| ------------------------------------ | ------------------------------------- | --------- | ----- |
| Gurbanguly Berdimuhammedow           | Independente (apoiado pelo TDP)       | 3,090,610 | 97.69 |
| Maksat Annanepesow                   | Independente                          | 37,964    | 1.02  |
| Bekmyrat Atalyýew                    | Partido dos Industriais e Empresários | 11,390    | 0.36  |
| Serdar Jelilow                       | Independente                          | 7,909     | 0.25  |
| Jumanazar Annaýew                    | Independente                          | 6,644     | 0.21  |
| Meretdurdy Gurbanow                  | Independente                          | 5,378     | 0.17  |
| Ramazan Durdyýew                     | Independente                          | 4,745     | 0.15  |
| Süleýmannepes Nurnepesow             | Independente                          | 2,847     | 0.09  |
| Durdygylyç Orazow                    | Partido Agrário                       | 1,898     | 0.06  |
|                                      |                                       |           |       |
| Total de votos                       | Total de votos                        | 3,163,692 | 100   |
| Eleitores registrados/comparecimento | Eleitores registrados/comparecimento  | 3,252,243 | 97.28 |
| Fonte:                               |                                       |           |       |